# Alexandru Todea
Alexandru Todea (Teleac, Rumanía, 5 de junio de 1912 - 22 de mayo de 2002), fue arzobispo de Făgăraş y Alba Iulia y cardenal.
Fue ordenado sacerdote el 25 de marzo de 1939 en el rito bizantino-rumano. El 4 de julio de 1950 fue elegido obispo titular de Cesaropoli y fue consagrado en una ceremonia clandestina el 19 de noviembre de 1950. En 1951, fue arrestado y pasó más de una década en la prisión Pitești a causa de su actividad religiosa. En 1964, fue indultado y desde entonces fue muy activo en la reorganización de la comunidad católica de su rito.
El 14 de marzo de 1990 fue promovido a la sede metropolitana de Făgăraş y Alba Iulia.
El cardenal Todea participó en 1990 en la  VIII Asamblea General Ordinaria del Sínodo de los Obispos (30 de septiembre-28 de octubre de 1990) sobre la formación de los sacerdotes en las circunstancias del presente. También fue presidente de la Conferencia Episcopal de Rumanía (marzo de 1991-1994).
Fue creado y proclamado cardenal por Juan Pablo II en el Consistorio del 28 de junio de 1991, del título de San Anastasio en la Vía Tiburtina. El 20 de julio de 1994, renunció como arzobispo de Făgăraş y Alba Iulia. El cardenal Todea murió el 22 de mayo de 2002. Fue enterrado en la cripta de la Catedral de la Santa Trinidad (Blaj).